# ホーチミン音楽院

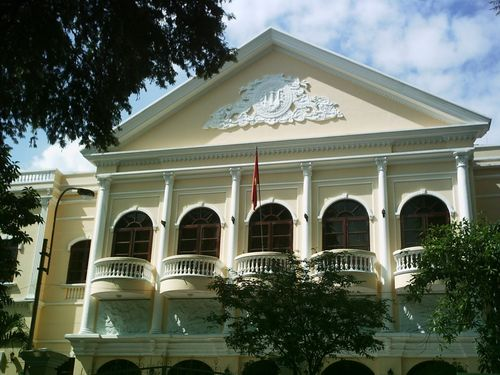
ホーチミン音楽院

ホーチミン音楽院（Nhạc viện Thành phố Hồ Chí Minh/樂院城庯胡志明）はベトナムのホーチミン市にある音楽大学。初等から大学レベルまでの音楽教育を行う。クラシック音楽学科とベトナム伝統音楽学科の2つがある。
ベトナムに3つある音楽大学の1つである（残り2つはハノイとフエにある）。